# Red Riding Hood
Red Riding Hood is een Amerikaanse fantasyfilm uit 2011, gebaseerd op het verhaal van Roodkapje, geregisseerd door Catherine Hardwicke.

## Verhaal
Valerie woont in een klein dorpje aan de rand van het donkere bos genaamd Daggerhorn. Het dorpje wordt al 2 generaties lang geplaagd door een weerwolf. Hij is al een tijdje rustig geweest, maar op een nacht doodt hij Valeries zuster Lucie. De mannen gaan op jacht om de wolf af te maken. Ze komen terug, denkend dat dit gelukt is. Maar dan komt eerwaarde Solomon (Gary Oldman). Hij vertelt hun dat de weerwolf nog leeft en iemand uit hun eigen midden is. Niemand mag het dorp meer in of uit.
Ondertussen kampt Valerie met haar liefde voor houthakker Peter (Shiloh Fernandez), terwijl haar ouders dit niet goedkeuren en willen dat ze met Henry de smid trouwt (Max Irons).
Dan valt de weerwolf het dorp binnen. Als hij voor Valerie staat, kan Valerie hem horen praten. Een vriendin van haar die erbij is, vertelt dit aan eerwaarde Solomon voor de vrijlating van haar broer. Ze wordt aangezien voor een heks en vastgebonden op het plein van het dorp als lokaas voor de wolf. Peter en Henry bedenken samen een plan om haar te bevrijden. Op de 2e nacht van de rode maan voeren Peter en Henry het plan uit. Peter wordt gesnapt en vastgehouden. Valerie wordt bevrijd door Henry. Valerie en Henry zijn in de kerk waar de wolf naartoe komt. De dorpelingen beschermen Valerie door voor haar te gaan staan. Solomon verliest zijn hand door de wolf en wordt gedood. Valerie gaat naar haar grootmoeder. Als ze aankomt merkt ze dat er iets niet klopt. Haar grootmoeder was weg en haar vader was daar. Haar vader vertelt haar het verhaal. Op het moment dat hij Valerie wil overtuigen stormt Peter binnen. Na een gevecht hebben Peter en Valerie haar vader gedood. Wanneer Valerie wil dat Peter haar meeneemt blijkt hij gebeten te zijn door haar vader. Hij besluit om haar niet mee te nemen voor haar veiligheid. De laatste rode maan gaat Valerie naar buiten om water te halen. Ze hoort haar naam fluisteren, ze kijkt op en ziet daar Peter, de volgende weerwolf van Daggerhorn.

## Rolverdeling
- Amanda Seyfried: Valerie
- Virginia Madsen: Suzette
- Billy Burke: Cesaire
- Shiloh Fernandez: Peter
- Gary Oldman: Father Solomon
- Max Irons: Henry Lazar

## Nederlandse DVD Movie Top 30
| Positie: | 24 | uit |